# Stine Larsen
Stine Larsen (Ejby, 1996. január 24. –) Európa-bajnoki ezüstérmes dán női válogatott labdarúgó, az svéd BK Häcken csapatának csatára.

## Pályafutása

### Klubcsapatokban
12 évesen került a Brøndby-hez és az itt töltött időszak alatt a védelemben és a támadásban is folyamatosan kiemelkedő teljesítményt nyújtott. Hazájában három bajnoki címet és négy kupagyőzelmet szerzett.
Nagyon jó játékos, igazi tehetség, akivel élmény együtt dolgozni. Tisztában van képességeivel és nem kétséges, hogy fejlődése jó irányban halad. Pontos, erőteljes, határozott fellépését a pálya bármely pontján érvényesíti. Stine a női labdarúgás Kim Vilfortjává válhat.
2019. július 1-én a francia Fleury 91 csapatához igazolt,
akikkel a hetedik helyen végzett a Division 1-ben és 14 meccsen 4 gólt szerzett.
Az Aston Villa 2020. július 30-án jelentette be Larsen szerződtetését.

### A válogatottban
2017-ben tagja volt az Európa-bajnokságon ezüstérmet szerzett a dán válogatottnak.

## Statisztikái

### A válogatottban
2021. június 15-ével bezárólag
| Válogatott | Szezon   | Mérk. | Gól |
| ---------- | -------- | ----- | --- |
| Dánia      |          |       |     |
| 2015       | 7        | 1     |     |
| 2016       | 8        | 1     |     |
| 2017       | 16       | 5     |     |
| 2018       | 6        | 0     |     |
| 2019       | 5        | 5     |     |
| 2020       | 7        | 2     |     |
| 2021       | 4        | 0     |     |
| Összesen   | Összesen | 53    | 14  |

| Dánia színeiben szerzett góljai | Dánia színeiben szerzett góljai | Dánia színeiben szerzett góljai          | Dánia színeiben szerzett góljai | Dánia színeiben szerzett góljai | Dánia színeiben szerzett góljai | Dánia színeiben szerzett góljai | Dánia színeiben szerzett góljai |
| ------------------------------- | ------------------------------- | ---------------------------------------- | ------------------------------- | ------------------------------- | ------------------------------- | ------------------------------- | ------------------------------- |
|                                 |                                 |                                          |                                 |                                 |                                 |                                 |                                 |
| Gól                             | Dátum                           | Helyszín                                 | Ellenfél                        | Találat                         | Eredmény                        | Esemény                         | Forrás                          |
| 1                               | 2015. szeptember 22.            | Tissot Arena, \|Biel/Bienne              | Svájc                           | 1–3                             | 1–4                             | Barátságos mérkőzés             | [ 8 ]                           |
| 2                               | 2016. október 20.               | Jungcsuan Sport Centrum, Csungking       | Üzbegisztán                     | 2–1                             | 2–1                             | Jungcsuan Nemzetközi Torna      | [ 9 ]                           |
| 3                               | 2017. március 3.                | Estádio Municipal da Bela Vista, Parchal | Portugália                      | 1–0                             | 6–0                             | Algarve-kupa                    | [ 10 ]                          |
| 4                               | 2017. március 3.                | Estádio Municipal da Bela Vista, Parchal | Portugália                      | 4–0                             |                                 | Algarve-kupa                    | [ 10 ]                          |
| 5                               | 2017. április 11.               | Slagelse Stadion, Slagelse               | Finnország                      | 4–0                             | 5–0                             | Barátságos mérkőzés             | [ 11 ]                          |
| 6                               | 2017. április 11.               | Slagelse Stadion, Slagelse               | Finnország                      | 5–0                             |                                 | Barátságos mérkőzés             | [ 11 ]                          |
| 7                               | 2017. július 6.                 | Wiener Neustädter Stadion, Bécsújhely    | Ausztria                        | 2–4                             | 2–4                             | Barátságos mérkőzés             | [ 12 ]                          |
| 8                               | 2019. augusztus 29.             | Energi Viborg Arena, Viborg              | Málta                           | 5–0                             | 8–0                             | 2022-es Eb-selejtező            | [ 13 ]                          |
| 9                               | 2019. augusztus 29.             | Energi Viborg Arena, Viborg              | Málta                           | 8–0                             |                                 | 2022-es Eb-selejtező            | [ 13 ]                          |
| 10                              | 2019. november 12.              | Energi Viborg Arena, Viborg              | Grúzia                          | 2–0                             | 14–0                            | 2022-es Eb-selejtező            | [ 14 ]                          |
| 11                              | 2019. november 12.              | Energi Viborg Arena, Viborg              | Grúzia                          | 3–0                             |                                 | 2022-es Eb-selejtező            | [ 14 ]                          |
| 12                              | 2019. november 12.              | Energi Viborg Arena, Viborg              | Grúzia                          | 11–0                            |                                 | 2022-es Eb-selejtező            | [ 14 ]                          |
| 13                              | 2020. március 6.                | Estádio Municipal de Lagos, Lagos        | Svédország                      | 1–1                             | 2–1                             | Algarve-kupa                    | [ 15 ]                          |
| 14                              | 2020. szeptember 22.            | Nemzeti Stadion, Attard                  | Málta                           | 1–0                             | 8–0                             | 2022-es Eb-selejtező            | [ 16 ]                          |

## Sikerei, díjai

### Klubcsapatokban
Dán bajnok (3):
- Brøndby IF (3): 2014-15, 2016-17, 2018-19

 Dán kupagyőztes (4): 
- Brøndby IF (4): 2014, 2015, 2017, 2018

### A válogatottban
Dánia
- Európa-bajnoki ezüstérmes: 2017

### Egyéni
Az év tehetsége (1): 2015
 A dán bajnokság legjobb játékosa (1): 2018 